# Honorius Aigner
Honorius Aigner (* 1651 in Eferding; † 24. Juli 1704 in Kremsmünster) war ein österreichischer Benediktiner und Abt des Klosters Kremsmünster.

## Leben
Aigner wurde im Jahr 1651 in Eferding geboren. Er wurde 1680 Lehrer der Philosophie. Von 1685 bis 1696 war als Professor der Moral und spekulativen Theologie an der Universität Salzburg tätig. 1688–1689 war er Dekan der Theologischen Fakultät Salzburg.
Er wurde 1703 zum Abt von Kremsmünster gewählt. Dieses Amt führte er bis zu seinem Tod im darauffolgenden Jahr aus. Er starb am 24. Juli 1704 in Kremsmünster.

## Werke
- Directorium Compendiosum, Salzburg 1682.